# Willi Egler
Willi Egler (* 18. Dezember 1887 in Rappenau; † 25. Januar 1953 in Karlsruhe) war ein deutscher Maler.

## Leben

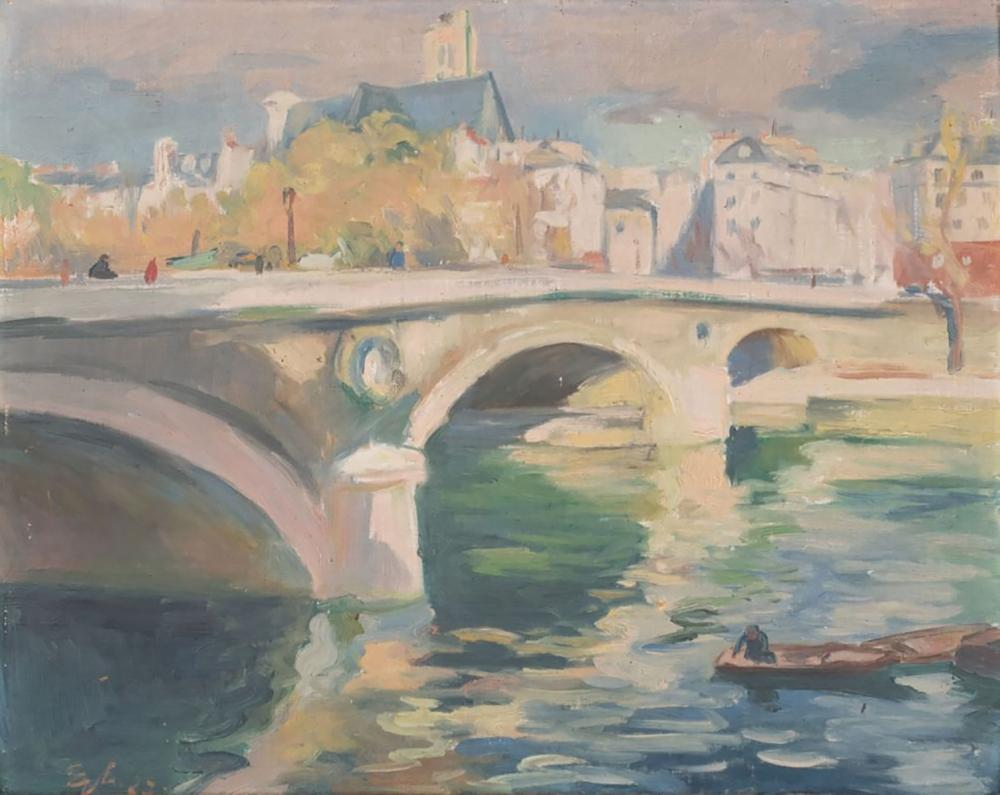
Pont Louis-Philippe in Paris (1928); Öl auf Leinwand/Karton

Egler wurde in Rappenau geboren, besuchte die dortige Volksschule und danach die Realschule im Nachbarort Wimpfen. Anschließend absolvierte er eine Lehre zum Lithographen bei Geissendörfer in Karlsruhe, machte sich dann über Paris auf bis nach Bilbao, kehrte kurz an die Kunstgewerbeschule nach Karlsruhe zurück, wechselte dann an die Kunstakademie Giacomelli nach Florenz und von 1907 bis 1914 zur Karlsruher Kunstakademie, bei Schmidt-Reutter, Georgi und Conz, abermals unterbrochen von einer Reise nach Spanien. Seine zahlreichen und ausgedehnten Reisen absolvierte Egler zu Fuß, und bereits während der Studien- und Wanderjahre entstanden zahlreiche Skizzen, Zeichnungen und Radierungen, die Landschaften und Szenen des dörflichen Lebens am Wegesrand wiedergaben. 1909 wurde er in den Karlsruher Kunstverein aufgenommen, 1911 rückte er in den Vorstand auf. Im Ersten Weltkrieg war er als Freiwilliger Fotograf einer Fliegerstaffel. Nach dem Ersten Weltkrieg setzte er sein Studium fort und widmete sich nun auch der Ölmalerei, 1919 als Meisterschüler bei Haueisen. Es entstanden Landschafts- und Aktgemälde. Seit Abschluss des Studiums 1919 war er als freischaffender Kunstmaler tätig, band sich jedoch lange nicht familiär und war weiter auf ausgedehnter Wanderschaft. 1921 nahm er an der Deutschen Kunst-Ausstellung in Baden-Baden teil. 1923 war er erneut vier Monate in Italien, wo sein Bruder Carl Egler (1896–1982) ein Atelier in Cortona hatte. 1924 erschienen Werke von ihm in der Badischen Künstlermappe. Egler erhielt zur Zeit des Nationalsozialismus staatliche Aufträge für Kunst am Bau. 1936 malte er die Wände der chirurgischen Universitätsklinik in Heidelberg aus, später folgten Wandbilder in der Mackensen-Kaserne in Karlsruhe und anderswo. 1941/42 war er mit mehreren Bildern bei der Kunstausstellung Deutsche Kunst der Gegenwart in Mühlhausen im Elsass beteiligt. 1943 berichtete das Ekkhart-Jahrbuch über ihn und sein Werk. 1948 heiratete er Elisabeth Münsing, der Ehe entstammte ein Sohn. 1953 verstarb er infolge eines Schlaganfalls nach einer Augenoperation.
Willi Egler und seine jüngeren Brüder Carl und Ludwig Egler waren dem Künstlerbund Karlsruhe stets eng verbunden und hatten große Bedeutung im gesellschaftlichen Leben der Stadt. Sie sind in einer gemeinsamen Grabanlage auf dem Karlsruher Hauptfriedhof beerdigt. In Karlsruhe-Daxlanden wurde eine Straße nach Willi Egler benannt.